# Дни первопроходцев (мультфильм, 1930)
«Дни первопроходцев» (англ. Pioneer Days) — двадцать четвёртый мультфильм с участием Микки Мауса. Чёрно-белый комедийный вестерн. Премьера в США 5 декабря 1930 года.

## Сюжет
Северная Америка. Дни первопроходцев. Микки, Минни и первые первопроходцы едут на фургонах по неизведанной земле, но местное племя индейцев не довольны и планируют нападение. В это время первопроходцы весело танцуют и развлекаются. Но вдруг на их лагерь нападают индейцы и начинается ужасная стрельба. Один из индейцев похищает Минни и убегает, Микки идёт за ним в погоню. Сначала Микки пытается застрелить его из ружья, но это оказывается лишь игрушка, и индеец злобно набрасывается на Микки. Минни освобождается из верёвок и бросает факел под штаны индейца. Тот убегает.

## Роли озвучивали
- Уолт Дисней — Микки Маус
- Marcellite Garner  — Минни Маус

## Награды
Микки Маус получил звезду на аллее славы в Голливуде.